# آنتون باتاگوف

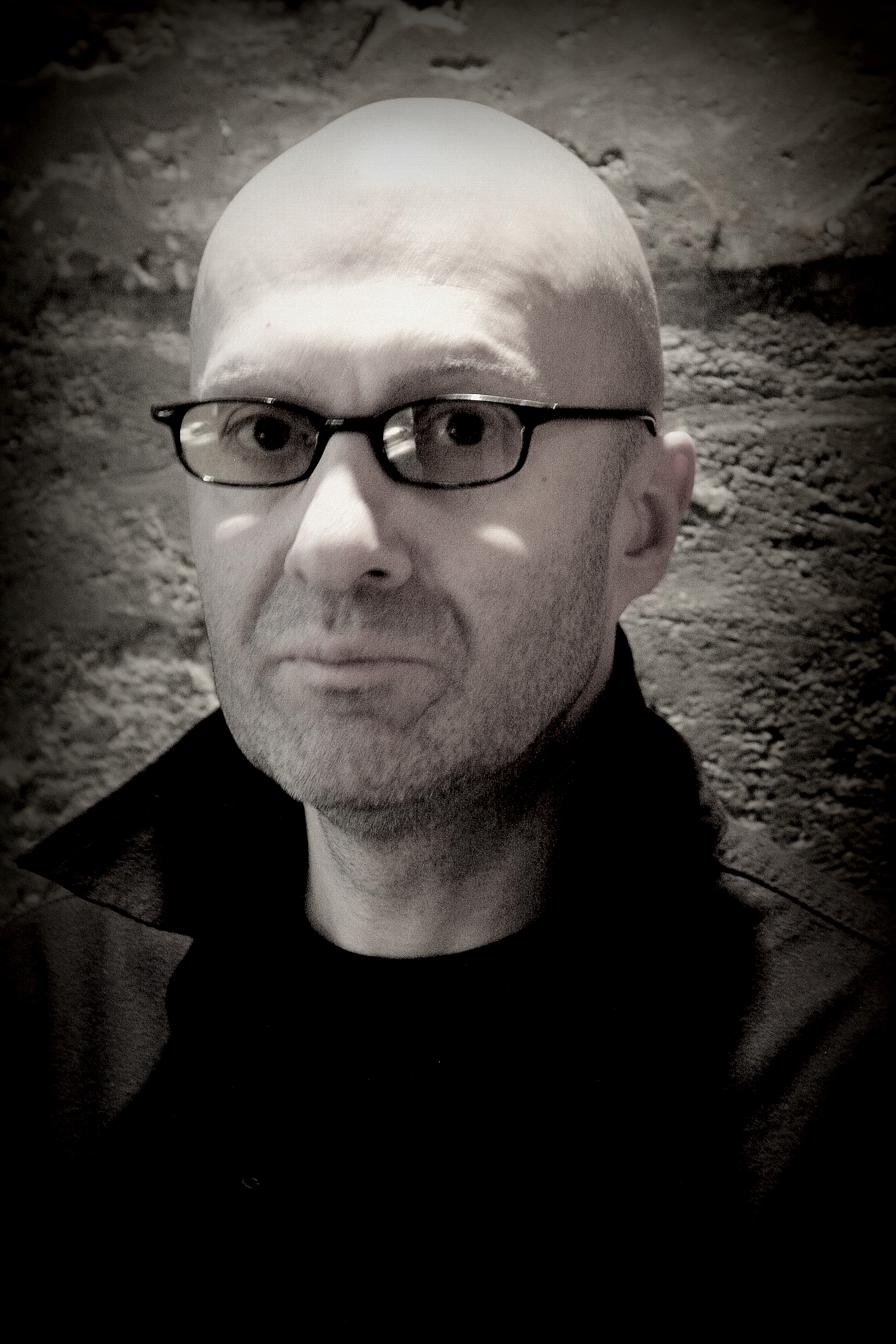

آنتون باتاگوف (زاده ۱۰ اکتبر ۱۹۶۵) پیانیست روسی و آهنگساز پست-مینیمالیست است. بر اساس نسخه روسی «نیوزویک» در سال ۱۹۹۷، باتاگوف «یکی از برجسته‌ترین و غیرمعمول‌ترین چهره‌های موسیقی معاصر روسیه»، آهنگساز و اجراکنندهٔ تأثیرگذار روس است.
باتاگوف که فارغ‌التحصیل مدرسه گنسین و کنسرواتوار چایکوفسکی مسکو و برندهٔ جایزهٔ مسابقهٔ بین‌المللی چایکوفسکی (۱۹۸۶) و بسیاری مسابقات دیگر بود، موسیقی را با جان کیج، مورتون فلدمن، استیو رایش و فیلیپ گلس به مخاطبان روس معرفی کرد. وی در سال ۱۹۹۷ به مدت ۱۲ سال اجرای زنده انجام نداد تا روی آهنگسازی و ضبط استودیو تمرکز کند. در سال ۲۰۰۹ او دوباره به اجرای زنده بازگشت.